# David Plaza Romero
David Plaza Romero (Madrid, 3 de juliol de 1970) va ser un ciclista espanyol, que fou professional entre 1994 i 2006. Abans de passar al professionalisme va prendre part en els Jocs Olímpics de Barcelona en la prova de 100 km contrarellotge per equips, en què finalitzà cinquè.
Dos anys més tard va debutar com a professional encara que ja havia guanyat alguna prova. Va prendre part en 9 edicions de la Volta a Espanya, sent la 6a posició final de 2001 el seu millor resultat. Del seu palmarès destaca una Volta a Alemanya i una Volta a Portugal. El 2000 aconseguí el 2n lloc el Campionat d'Espanya de contrarellotge del qual era un especialista.
Es retirà el 2006, passant a fer de mànager de l'equip Relax-GAM.

## Palmarès
- 1991
  - 1r a la Volta a la Comunitat de Madrid
  - 1r a la Volta a Toledo
- 1994
  - 1r a la Volta a la Comunitat de Madrid
- 1999
  - 1r a la Volta a Portugal
- 2000
  - 1r a la Volta a Alemanya i vencedor d'una etapa
- 2001
  - 1r a la Volta a Xile i vencedor de 2 etapes
  - Vencedor d'una etapa del Tour de Romandia

### Resultats a la Volta a Espanya
- 1995. 16è de la classificació general
- 1996. 66è de la classificació general
- 1997. 36è de la classificació general
- 1998. 17è de la classificació general
- 1999. Abandona
- 2001. 6è de la classificació general
- 2002. 14è de la classificació general
- 2003. Abandona
- 2004. 18è de la classificació general

### Resultats al Tour de França
- 2000. Abandona
- 2003. 22è de la classificació general

### Resultats al Giro d'Itàlia
- 1996. Abandona